# Југословенски одбор
Југословенски одбор је био политичко интересно тело, формирано од стране јужнословенских политичара из Аустроугарске. Циљ овог тела је било уједињавања свих јужнословенских народа у једну, независну државу.

## Оснивање
На вест о комбинацији да се Краљевина Далмација уступи Италији, председник Владе Никола Пашић је почетком октобра 1914, дошао на идеју да се формира „одбор југословенски у Лондону“, у коме би били заступљени представници Далмације, Босне-Херцеговине, Хрватске, Славоније, Словенија, Баната са Бачком, Барањом и Сремом. Југословенски одбор имао је да брани југословенске интересе и обавештава јавно мњење у Енглеској и Европи, крајем септембра 1914, Србијин отправник послова у Риму, Љубомир Михаиловић, већ је био окупио око себе тројицу виђенијих Хрвата емигранта из Аустроугарске — вајара Ивана Мештровића, Анта Трумбића и Франа Супила. Мештровић се до Рата није бавио политиком, али је као србофил неколико пута боравио и радио у Србији, упознавши се при томе с краљем Петром I и важним политичарима. Сплитски адвокат Анте Трумбић, и дубровачко-ријечки новинар Франо Супило, били су угледни далматински политичари који су прешли пут од експанзивног хрватства до носилаца идеје о самосталној југословенској држави, која се могла остварити јачањем хрватско-српске сарадње уз коришћење кризе у Монархији. Супило је био главни организатор победе Хрватско-српске коалиције на изборима од 1906.
Према Михаиловићевој препоруци, Анте Трумбић, Франо Супило и Иван Мештровић, „Далматинци и католици“, посетили су амбасаде Антанте у Риму и представили питање Далмације, као југословенско питање. Подстакнут иступањем тројице Далматинаца у Риму, Никола Пашић је дао иницијативу да се Југословенски одбор организује. Пашиће је крајем октобра 1914, двојици српских првака из Босне и Херцеговине, Николи Стојановићу и Душану Васиљевићу, дао инструкције за рад одбора. Југословенски одбор основан је не са циљем да буде партнер Србије у мисији уједињења, него пропагандни одбор при српској Влади. Његовим члановима Пашић је поручио: „Идите у Европу и вичите: Хоћемо уједињење са Србијим“. Пропагандно утирући пут за стварање југословенске државе, Одбор је требало да јавно иступи као потпуно независно тело, а тајно да сарађује са Владом Краљевине Србије преко њених дипломатских представништава. Свим члановима одбора обећано је пристојно издржавање и у случају неуспеха.

## Оклевање
Са оснивањем Југословенског одбора се оклевало. Анте Трумбић је чекао да види да ли ће Србија преживети Поћорекову казнену експедицију. Трумбић је тражио додатна уверавања да Србија неће, са ослонцем на Русију, са југословенског прећи на пут велике Србије. Ако би се Франо Супило, који се спремао на пут за Петровград преко Ниша, уверио да Србија и Русија нису сасвим посвећене југословенској идеји, онда хрватски емигранти треба да раде за Велику Хрватску. Анте Трумбић је са оснивањем југословенског одбора оклевао и због тога што је чекао да се Италија определи. Чим је сазнао да се Италија опредељује за Антанту, уз обећање добитка Далмације, одједном су отпали разлози за одлагање. Југословенски одбор је формиран 30. априла 1915. у Паризу. Уз избор Анта Трумбића за председника, решено је да о циљевима Одбора обавесте владе Антанте. Далматински политичари из Аустроугарске покушали су да у задњи час учине оно што је Никола Пашић чинио месецима, настојећи да одврати владе Антанте да препусте Далмацију Италији.
Међу оснивачима су били:
- Франо Супило
- Анте Трумбић
- Иван Мештровић
- Хинко Хинковић
- Франко Поточњак
- Никола Стојановић
- Душан Васиљевић

Највећи број чланова био је из Хрватске, а неки и из Босне и Херцеговине (последња два члана са списка). Прво окупљање било је 1914. у Фиренци, а формални настанак је био 30. априла 1915. године у Лондону.
Одбор је потписао Крфску декларацију са Краљевином Србијом 1917. године. Франо Супило је умро 1917. године, напустивши пре тога Југословенски одбор, наводно разочаран у мотиве српске владе.
Задатак одбора испуњен је 1918. године формирањем Краљевине СХС.
Анте Трумбић је наводно жалио због пропасти Аустроугарске и концесија датих Италији, као и неиспуњавања реформи које је планирао за Хрватску. Умро је 1938. године. Иван Мештровић се потпуно посветио уметности.